# Cantó de Canes Est
El cantó de Canes Est és un cantó francès del departament dels Alps Marítims, situat al districte de Grassa. Compta amb part del municipi de Canes.

## Municipis
- Canes

## Història
| Data d'elecció                           | Identitat               | Partit           | Qualitat |
| ---------------------------------------- | ----------------------- | ---------------- | -------- |
| 1964-1976                                | Bernard Cornut-Gentille | Divers gauche    |          |
| 1976-1982                                | Jacques Sallebert       | UDF              |          |
| 1982-1994                                | Anne-Marie Dupuy        | RPR              |          |
| 1994-2001                                | Jacques Dozol           | RPR              |          |
| 2001-2008                                | Jacqueline Héricord     | RPR, després UMP |          |
| 2008-                                    | David Lisnard           | UMP              |          |
| les dades anteriors no són pas conegudes |                         |                  |          |
|                                          |                         |                  |          |

| 1962 | 1968 | 1975 | 1982 | 1990 | 1999   | 2007   |
| ---- | ---- | ---- | ---- | ---- | ------ | ------ |
| -    | -    | -    | -    | -    | 23.924 | 25.071 |